# Traité de commerce et de navigation anglo-japonais

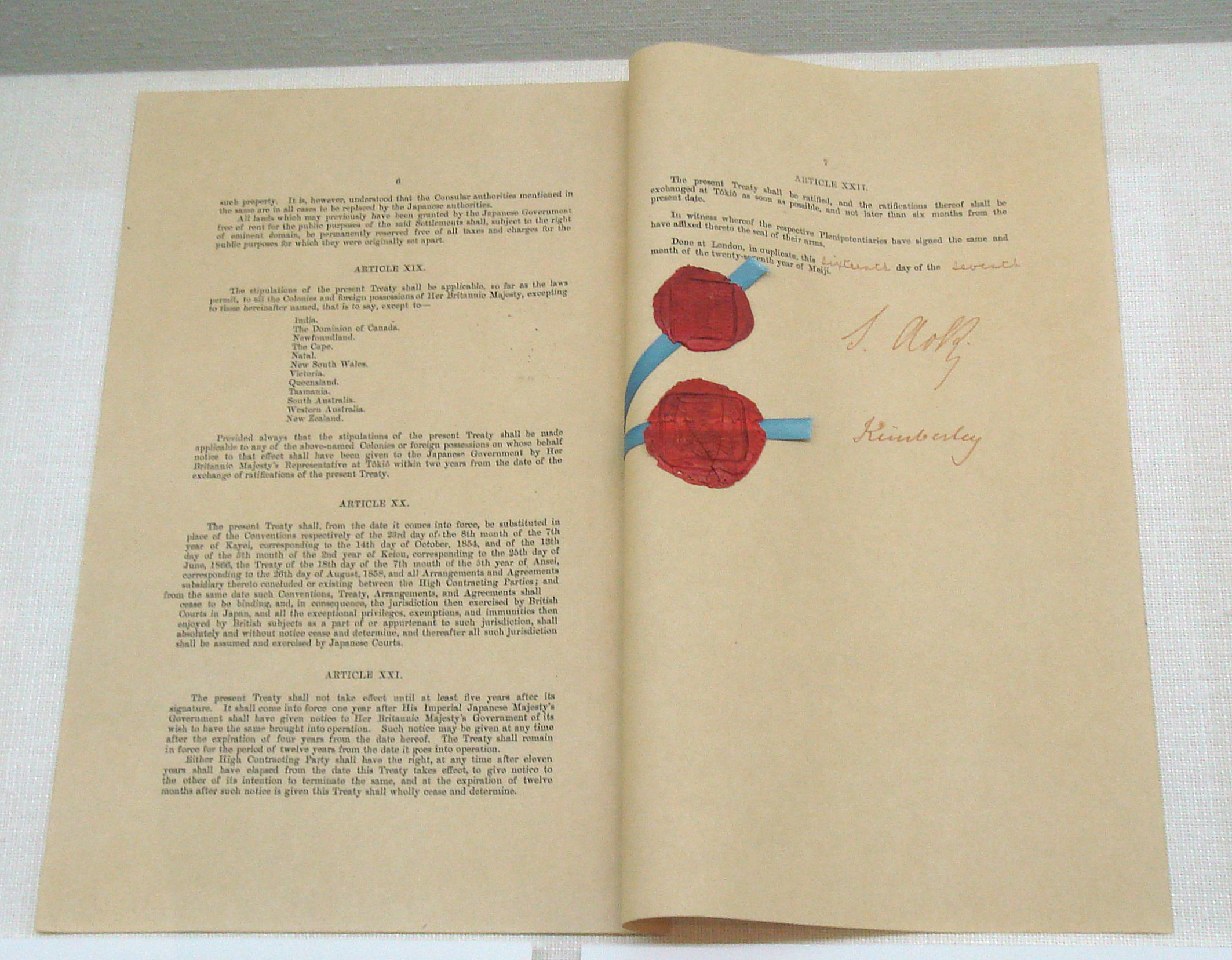

Le traité de commerce et de navigation anglo-japonais (日英通商航海条約, Nichi-Ei Tsūshō Kōkai Jōyaku), signé le 16 juillet 1894 par le Royaume-Uni et le Japon, est un important accord international qui met fin aux traités inégaux et au principe d'extraterritorialité pour les étrangers au Japon. Le traité entre en vigueur le 17 juillet 1899.
À partir de cette date, les citoyens britanniques au Japon sont désormais soumis aux lois japonaises plutôt que britanniques. La juridiction de la cour suprême britannique pour la Chine et le Japon, celle pour le Japon ainsi que les tribunaux consulaires situés dans chaque ports japonais cessent d'exercer à partir de cette date, sauf pour les affaires en cours qui sont autorisées à se poursuivre. Les citoyens britanniques sont désormais sujets à la juridiction des cours japonaises.
D'autres pays signent peu après des accords similaires et le système des lois séparées, qui régissait la vie des étrangers vivant dans les ports de traité, est bientôt aboli.
Une copie du traité (en anglais) peut être consultée sur le site des Affaires étrangères du gouvernement britannique.
Le traité est signé à Londres par le représentant du Royaume-Uni, John Wodehouse, 1er comte de Kimberley, et le représentant du Japon, Aoki Shūzō. C'était une condition nécessaire à la signature de l'alliance anglo-japonaise de 1902. L'un des plus importants participants aux négociations fut Hugh Fraser qui meurt à Tokyo un mois après la signature. Un autre fut John Harington Gubbins (en).

## Source de la traduction
- (en) Cet article est partiellement ou en totalité issu de l’article de Wikipédia en anglais intitulé « Anglo-Japanese Treaty of Commerce and Navigation » (voir la liste des auteurs).